# Порто-Ново
По́рто-Но́во (фр. Porto-Novo; также известен как Хогбону, Огбону, фр. Hogbonou, Аджасе, фр. Adjacé) — официальная столица государства Бенин. Европейское присутствие с XVI века, современное название получил при португальцах в 1730-е годы. Третий по размерам город современного Бенина, место нахождения парламента, резиденции президента и многих министерств.

## Этимология
Первоначально — селение Аджаче; название от этнонима аджа (группа ква нигеро-конголезской семьи). В XVIII веке португальцы основали в нём порт, который назвали Porto Novo — «новый порт».

## Описание
Город является одним из портов Гвинейского залива и располагается на крайнем юго-востоке страны на берегу прибрежной лагуны. Город соединён шоссе и железной дорогой с Котону (Бенин) и шоссе с Лагосом (Нигерия). Порто-Ново — третий по величине город Бенина, однако же, город Котону по своему статусу является более важным для страны — как в культурном, так и в политическом плане. В данном регионе производится пальмовое масло, хлопок и капок. Нефтяные месторождения были открыты в районе побережья Бенина в 1990-е годы, и стали важной частью экспортной экономики страны.
В Порто-Ново располагаются резиденция президента Бенина, Национальное собрание, Верховный суд и часть министерств страны. Банковское дело представлено отделениями Центрального банка государств Западной Африки и Международного банка Бенина (штаб-квартира которого находится в Котону). Около 70 % занятого населения трудится в сфере услуг.

## История
На месте современного города в XVI веке существовало поселение Акрон — это название в настоящее время носит один из кварталов Порто-Ново. В конце века первыми из европейцев в данном регионе появились португальцы, наладившие активный вывоз рабов, а с 1670-х годов — французы. В это время поселение называлось Огбону. Примерно с 1620 по 1688 год оно было столицей государства Аджа (Малая Адра), в 1688—1863 годах — столицей государства Аджаче.
Начиная с 1730 года Порто-Ново находился под контролем португальцев, давших ему современное название, и продолжал оставаться важным центром работорговли. Активным участником торговли было африканское королевство Дагомея, поставлявшее европейцам на побережье рабов из центральных областей страны.
В XIX веке в регионе выросло влияние Франции. В начале 1860-х годов Порто-Ново был захвачен англичанами, но после вооружённого конфликта между Великобританией и Францией контроль над ним в 1863 году перешёл к французам, установившим протекторат над Аджаче и в 1882 году превратившими королевство в свою колонию.
После того как в 1888 году было упразднено рабство в Бразилии, в регион возвратились многие бывшие рабы, оказавшие важное влияние на его культуру. В 1892 году после установления новых границ возникла колония Французская Дагомея (в дальнейшем часть Французской Западной Африки), столицей которой в 1900 году стал Порто-Ново. После получения Французской Дагомеей автономии в 1958 году и провозглашения независимости Республики Дагомеи в 1960 году (переименована в Бенин в 1975 году) Порто-Ново сохранил статус столицы, хотя многие высшие государственные учреждения в период между 1975 и 1990 годами переехали в Котону.

## Климат
| Показатель              | Янв. | Фев. | Март | Апр.  | Май   | Июнь  | Июль  | Авг. | Сен. | Окт.  | Нояб. | Дек. | Год    |
| ----------------------- | ---- | ---- | ---- | ----- | ----- | ----- | ----- | ---- | ---- | ----- | ----- | ---- | ------ |
| Средняя температура, °C | 27,3 | 28,5 | 28,9 | 28,6  | 27,8  | 26,4  | 25,9  | 25,6 | 26,0 | 26,7  | 27,6  | 27,3 | 27,2   |
| Норма осадков, мм       | 9,2  | 36,8 | 73,8 | 137,0 | 196,9 | 356,0 | 147,0 | 64,9 | 99,0 | 126,7 | 41,4  | 19,6 | 1308,3 |

## Население
В 2002 году в Порто-Ново проживали 223,5 тысячи человек. По оценке на 2013 год население достигало 263,6 тысячи жителей. Основные этнические группы — нагот, гун и йоруба, значительную часть населения составляют афробразильцы. В городе примерно в равных пропорциях представлены мусульмане и христиане. Языками общения в Порто-Ново являются французский (официальный язык Бенина) и местные этнические языки. Уровень грамотности низкий (по этому показателю Бенин занимает одно из последних мест в мире).

## Культура
В городе сохранились как руины старых королевских дворцов, так и архитектурные сооружения колониального периода. Бывший королевский дворец Гбекон, корпуса которого выстроены в 1880-е годы в традиционном архитектурном стиле йоруба и так называемом афробразильском стиле, с 1988 года превращён в музей, носящий название Онме. К этому же периоду относится собор Непорочного зачатия девы Марии (также известный как Старый португальский собор), построенный в неороманском стиле с неоготической колокольней. Большая мечеть, возведённая в 1910—1935 годах и расширенная в 1950 году, по стилю подражает барочным католическим церквям штата Баия (Бразилия). В городе действует также языческий храм, посвящённый традиционному божеству йоруба Авессан (Абори Мессан) — покровительнице Порто-Ново.
Порто-Ново — важный научно-культурный центр Бенина. Помимо музея Онме, в столице действуют Этнографический музей Порто-Ново с экспозициями, посвящёнными королевскому дому Порто-Ново, традиционным маскам и музыкальным инструментам йоруба, а также музей Да Силва, посвящённый истории афробразильского населения Бенина. Научные учреждения включают Институт научных прикладных исследований (основан в 1942 году), Институт высших исследований Бенина, Национальную библиотеку (1976), ботанический сад (1895), центр «Сонгай», с 1985 года изучающий передовой сельскохозяйственный опыт Экономического сообщества стран Западной Африки. Сфера высшего образования представлена Прибрежным университетом (основан в 2012 году), Институтом математики и физики (1988), Национальным институтом физической культуры, молодёжи и спорта.
С 1990 года в Порто-Ново проводится Бенинский театральный фестиваль, с 2004 года — фестиваль масок и сакрального театра. В городе действуют несколько полупрофессиональных театральных трупп. Имеются два стадиона — городской на 20 тысяч мест и имени Шарля де Голля на 15 тысяч мест.